# Kalmar ångkvarn

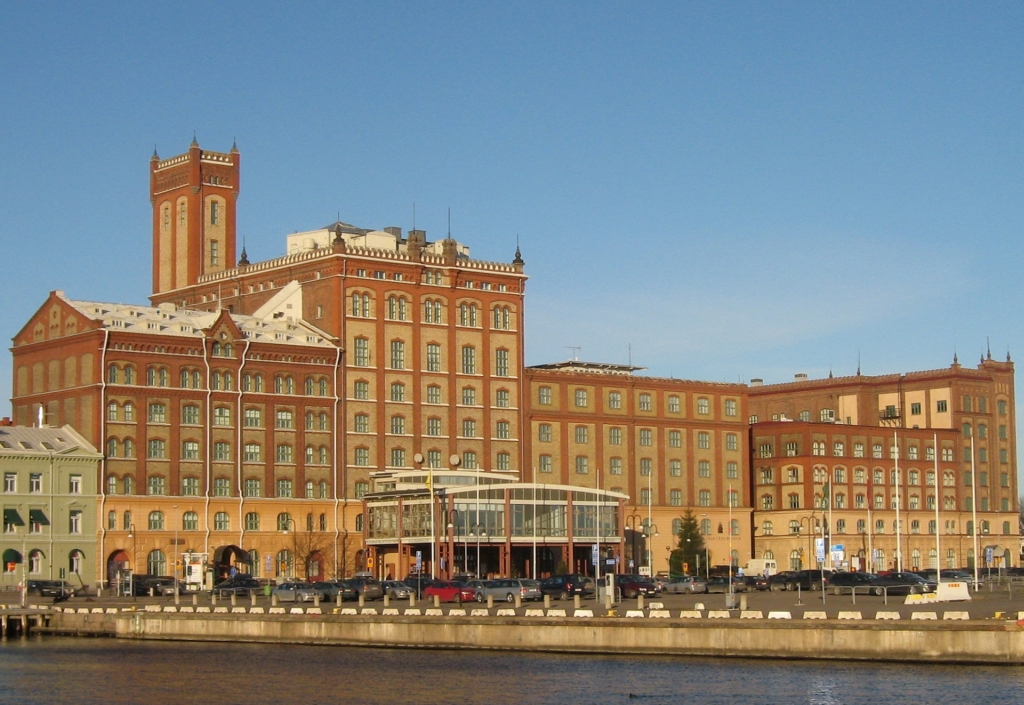
Kalmar ångkvarns byggnad 2009. Nu inryms här Kalmar läns museum, Kalmarsalen och kontorslokaler.

Kalmar ångkvarn grundades 1847. Byggnaden är placerad på Kvarnholmen i södra delen av Kalmar centrum mellan Skeppsbrogatan och Södra Långgatan, samt mellan Proviantgatan och Östra Vallgatan.
Idag återfinns Kalmar läns museum, konferensanläggningen och konserthuset Kalmarsalen och en rad andra företag i den forna ångkvarnens byggnad vid hamnen. Kalmar läns museum är det kulturhistoriska museet för Kalmar län. Huvuddelen av utställningen ägnas åt Regalskeppet Kronan, som sjönk i ett sjöslag vid Ölands södra udde år 1676, och det arkeologiska arbetet i regionen.

## Historik
Kalmar ångkvarn övertogs under 1870-talet av grosshandlaren Johan Jeansson (1831–1896). Under dennes, och i synnerhet under hans sons, konsuln John Jeanssons (1865–1953), ledning utvecklades företaget till ett av de största i sin bransch inom Skandinavien, med en förmalningskapacitet av 175 ton vete och 125 ton råg per dygn. Förutom mjölförmalning bedrev kvarnen också tillverkning av risgryn och havregryn samt av ris- och vetestärkelse. Sammanlagda tillverkningsvärdet per år uppgick till omkring 13 miljoner kronor. Arbetarantalet var omkring 145 personer.
År 1862 överlämnade svenska staten fortifikationsjorden, den mark där stadsmuren var uppförd, till Kalmar stad. Johan Jeansson köpte en del av jorden, rev den så kallade Preussarvallen och uppförde där Kalmar ångkvarn (1881), vars byggnader ännu dominerar stadsbilden. Utbyggnaden av ångkvarnen resulterade i att Ölands i mitten på 1800-talet omkring 1 700 hemmansägda väderkvarnar kraftigt minskade i antal. 
År 1889 blev John Jeansson disponent för Kalmar ångkvarn efter studier i Tyskland, Storbritannien och Frankrike. I Kalmar var han Storbritanniens vicekonsul. Vid Johan Jeanssons död, 1896, var Kalmar ångkvarn den största privatägda kvarnen i Skandinavien. 
Den 6 juli 1935 brann ångkvarnen. Branden startade på tredje våningen och gjorde stor skada.
Kvarnen var i bruk till 1957.

## Exteriörbilder

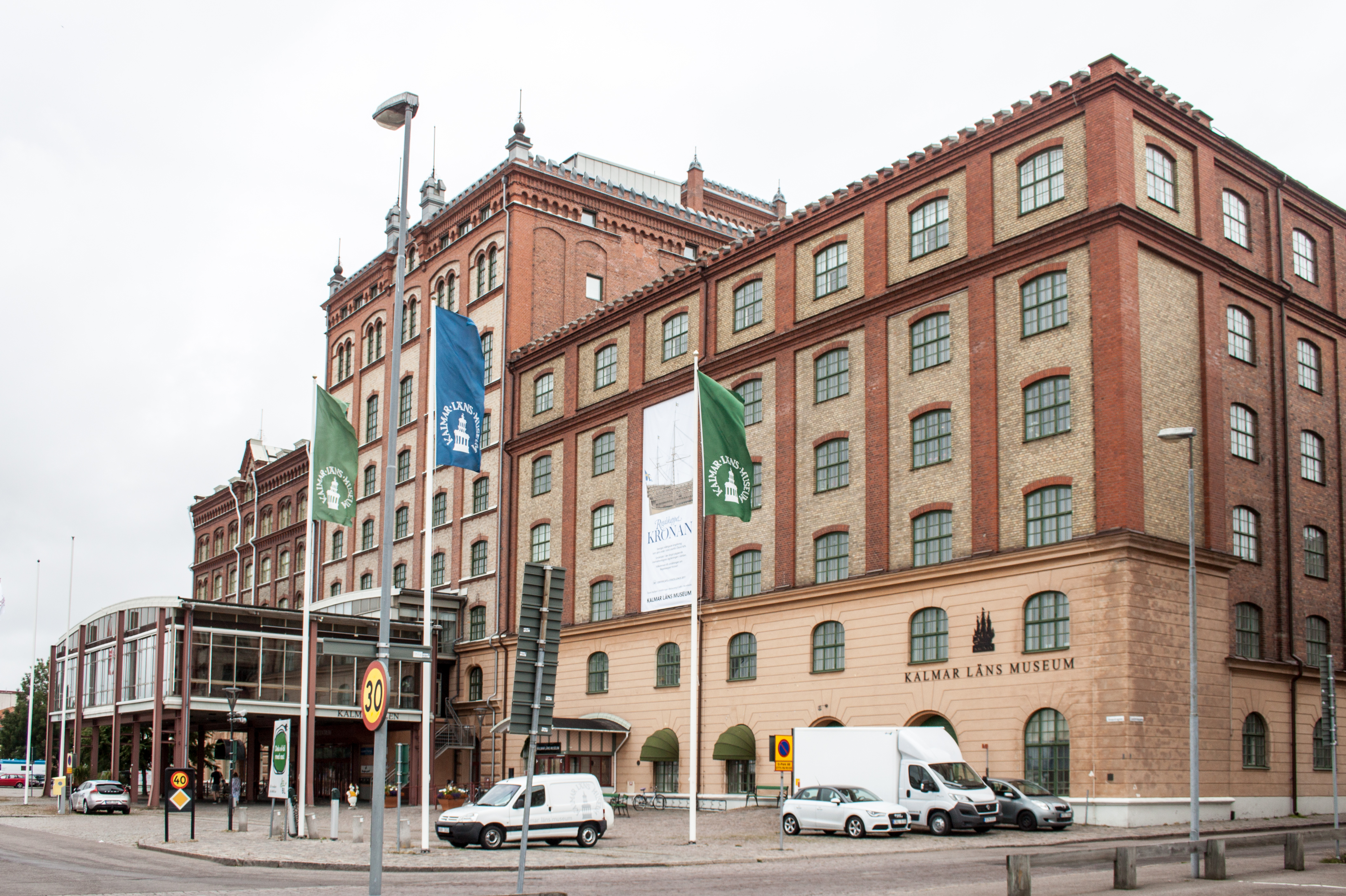
Kalmar Ångkvarn, nu Kalmar läns museum.
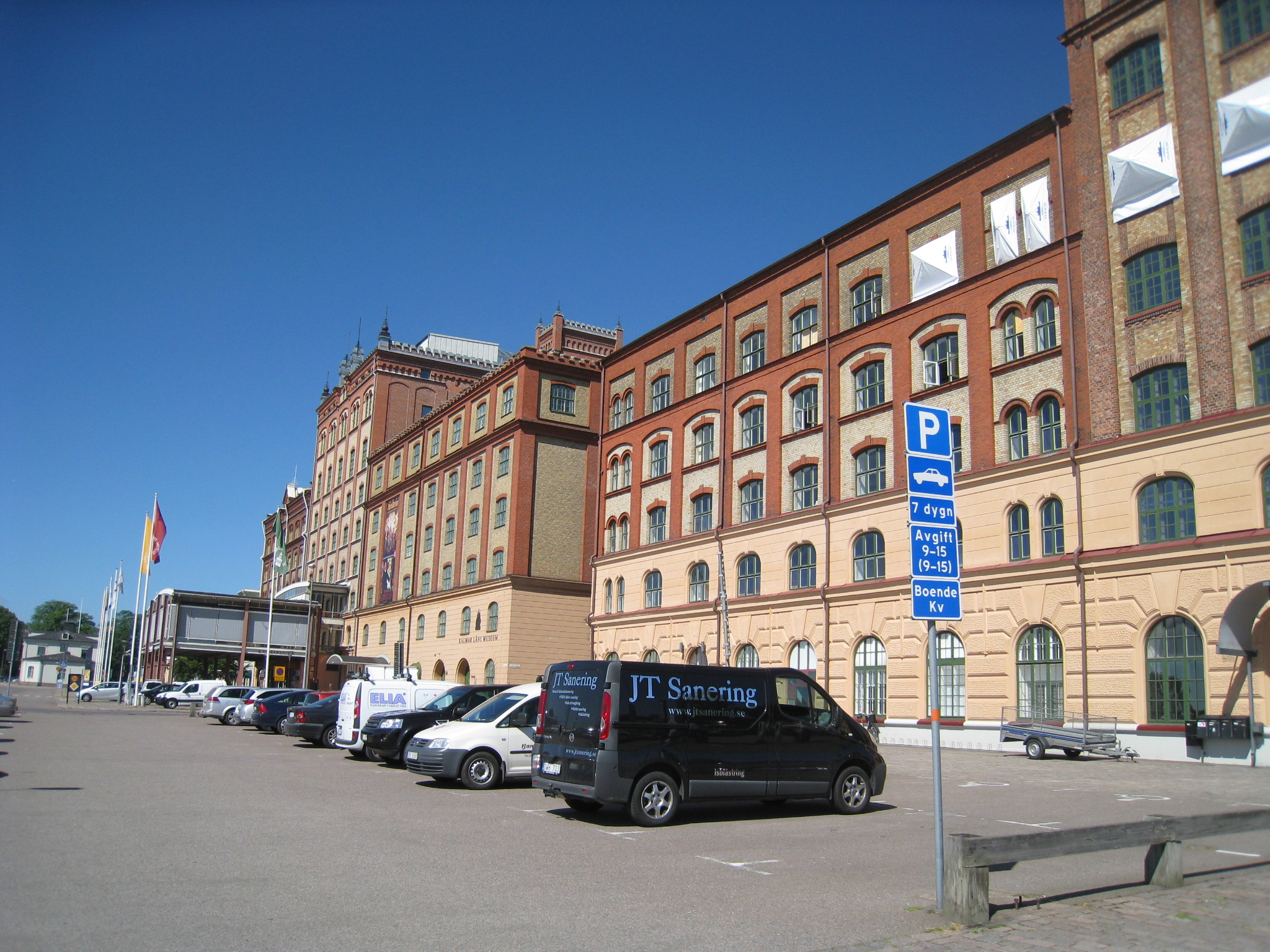
Kalmar ångkvarn, sydfasaden mot Skeppsbrogatan.
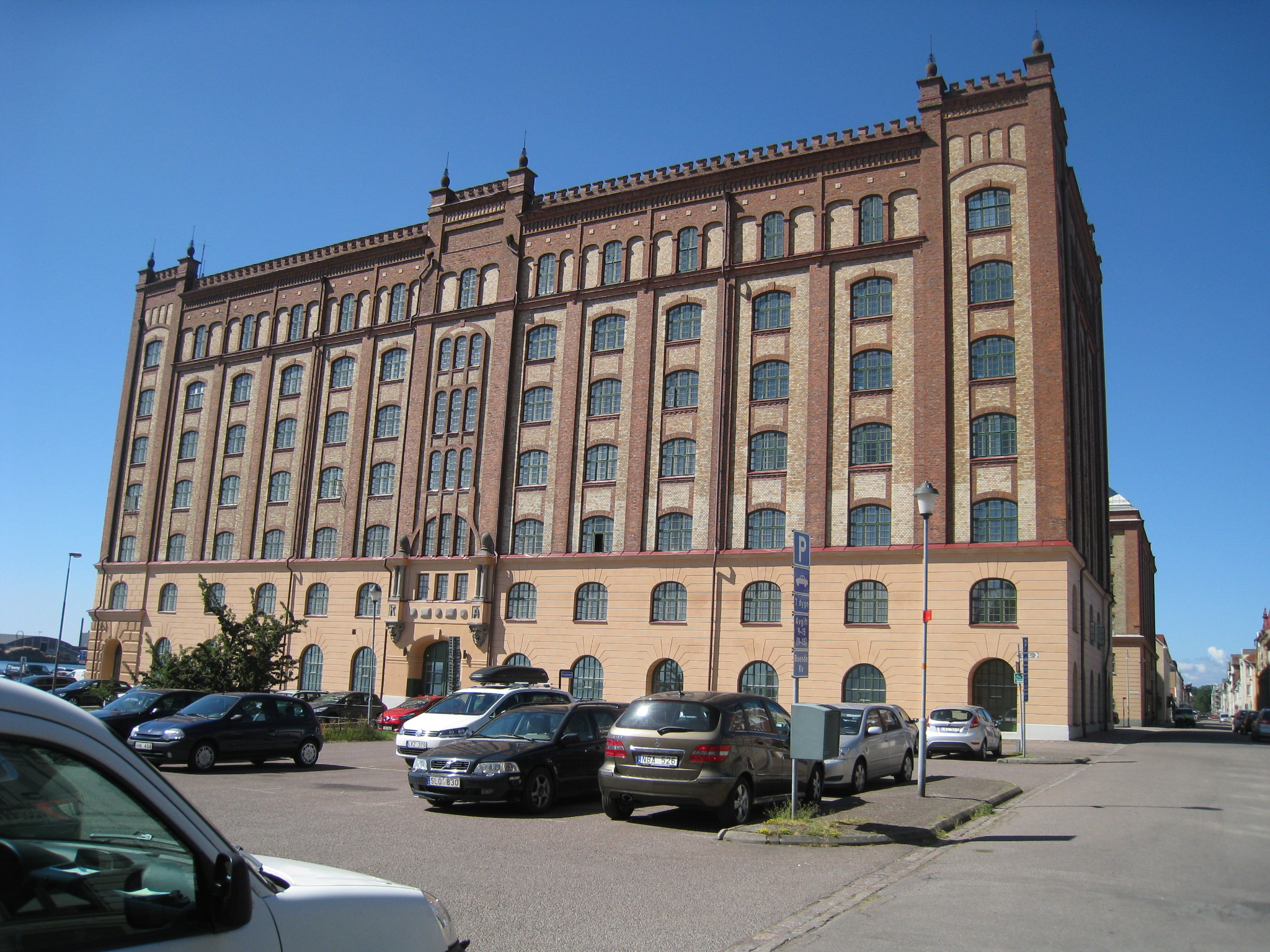
Kalmar ångkvarn, östfasaden mot Landshövdingegatan.
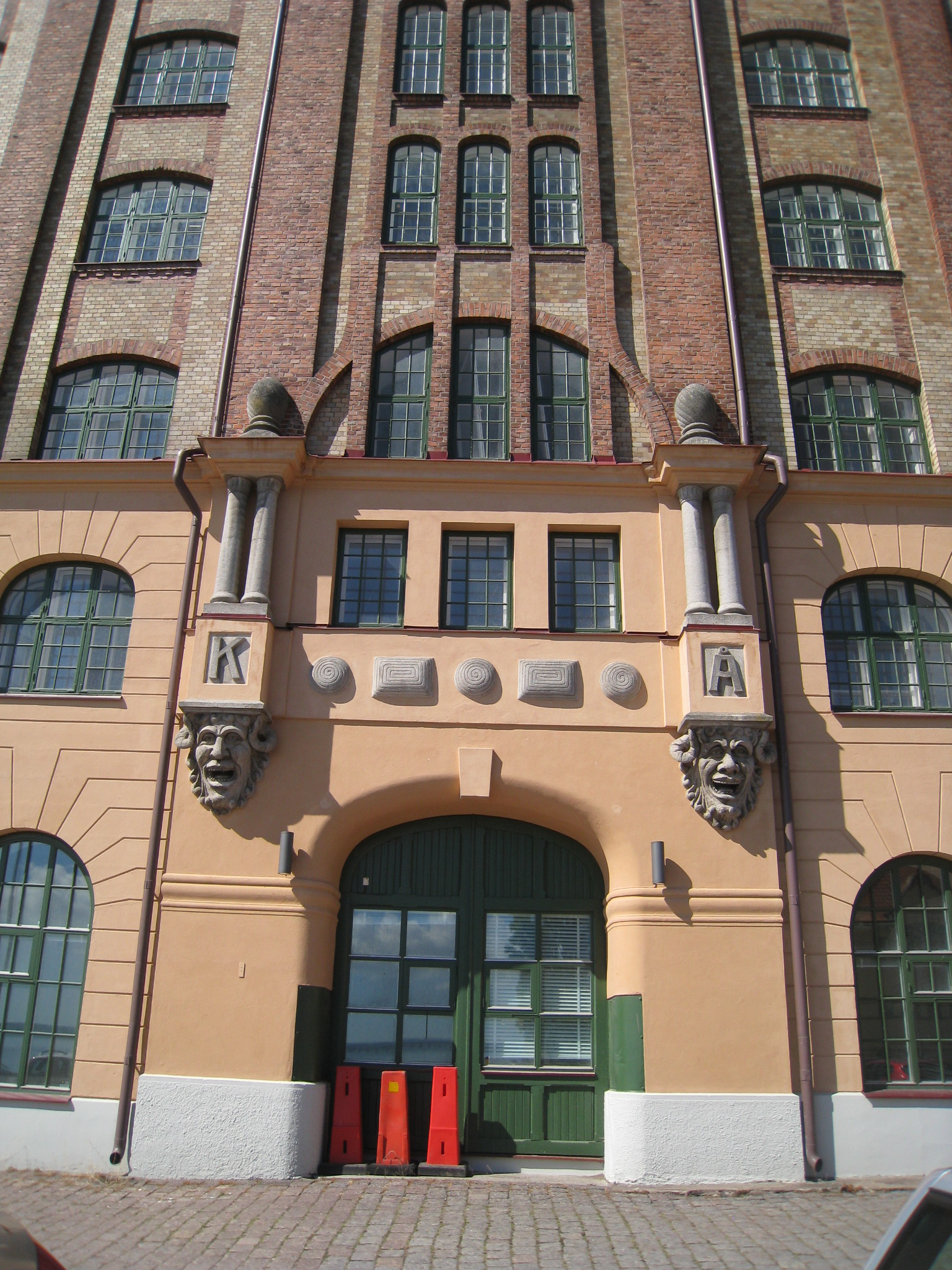
Portalen på östfasaden vid Kalmar ångkvarn, nuvarande Kalmar läns museum.
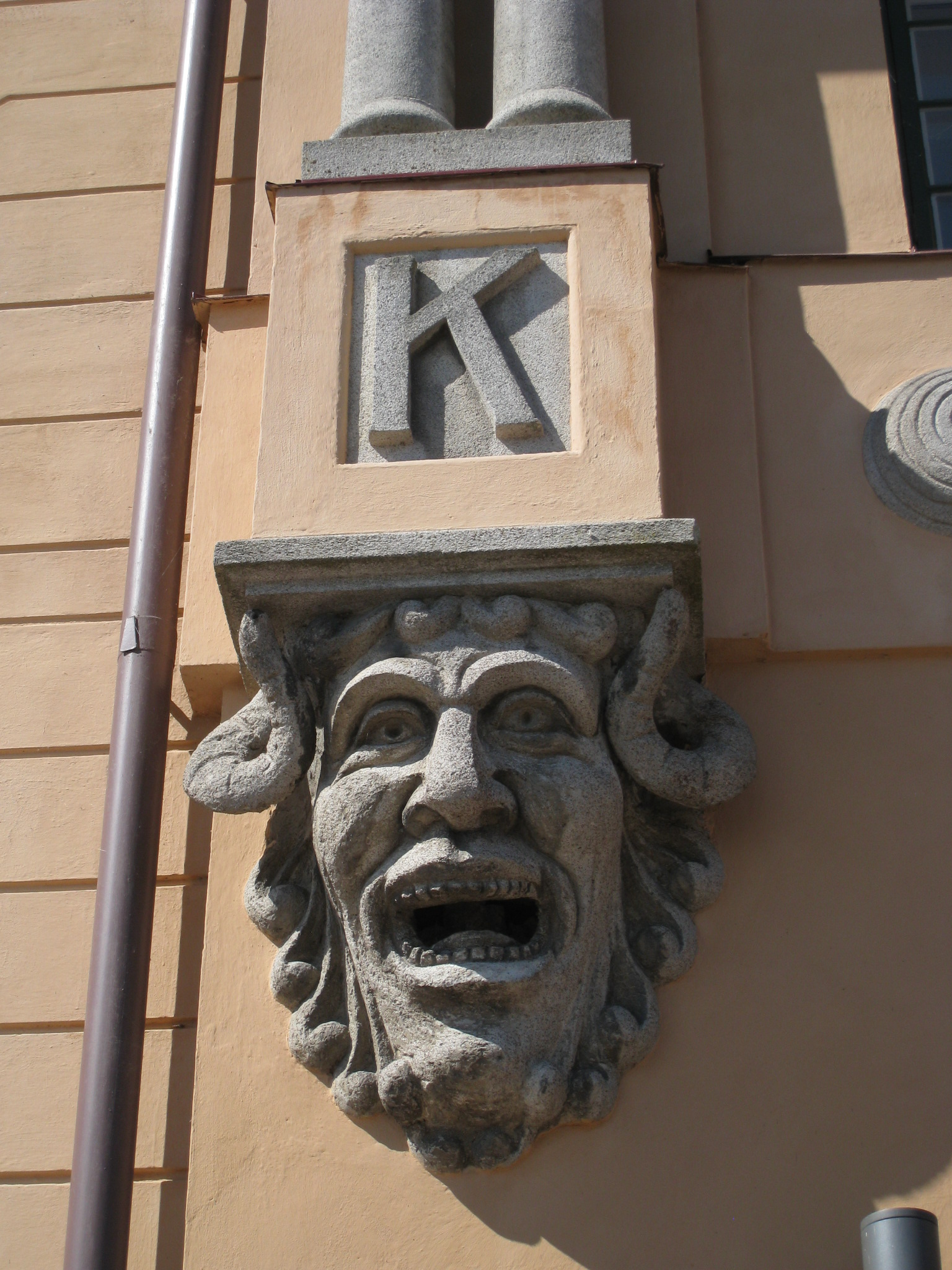
Maskaron vid portalen på östfasaden och bokstaven K för Kalmar.
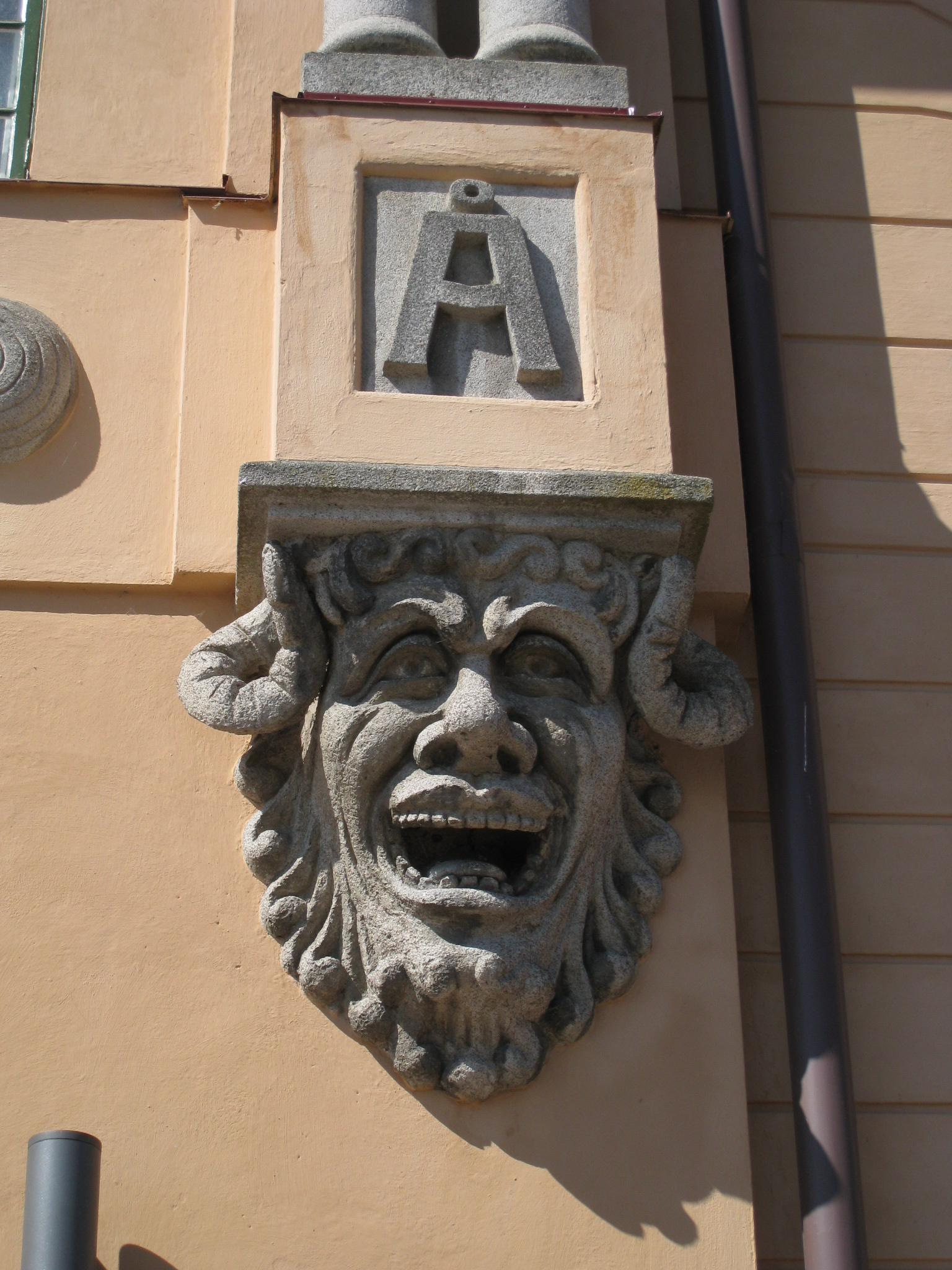
Maskaron vid portalen på östfasaden och bokstaven Å för Ångkvarn.